# Brianne Jenner
Brianne Alexandra Jenner (* 4. Mai 1991 in Oakville, Ontario) ist eine kanadische Eishockeyspielerin, die seit 2023 beim Team Ottawa der Professional Women’s Hockey League auf der Position der Mittelstürmerin spielt. Jenner ist seit 2010 Mitglied der kanadischen Frauennationalmannschaft und mehrfache Weltmeisterin sowie Olympiasiegerin.

## Karriere
Jenner spielte als Stürmer für die kanadischen Eishockeymannschaften Calgary Inferno, Mississauga Chiefs, Burlington Barracudas und an der US-amerikanischen Cornell University. Mit den Inferno gewann sie am Ende der Saison 2015/16 die Meisterschaftstrophäe der Canadian Women’s Hockey League in Form des Clarkson Cups. Am Ende der Saison 2018/19 gewann Jenner mit den Inferno erneut den Clarkson Cup, ehe die CWHL aufgelöst wurde. In Reaktion darauf schloss Jenner sich der Boykottbewegung ehemaliger Spielerinnen der CWHL an und gründete im Mai 2019 die Professional Women’s Hockey Players Association mit. Diese setzt sich für eine professionelle Fraueneishockeyliga mit gerechten Löhnen und Krankenversicherungen sowie für die Nachwuchsförderung ein. Für diese ging sie anschließend bei Promotions-Spielen, unter anderem im Rahmen der Dream Gap Tour oder des Secret Cup, aufs Eis.
Im Jahr 2023 wurde aus der PWHPA heraus die Professional Women’s Hockey League gegründet. Jenner gehörte zu den ersten Spielerinnen der Liga, als sie Anfang September 2023 vom Team PWHL Ottawa für drei Jahre verpflichtet wurde.

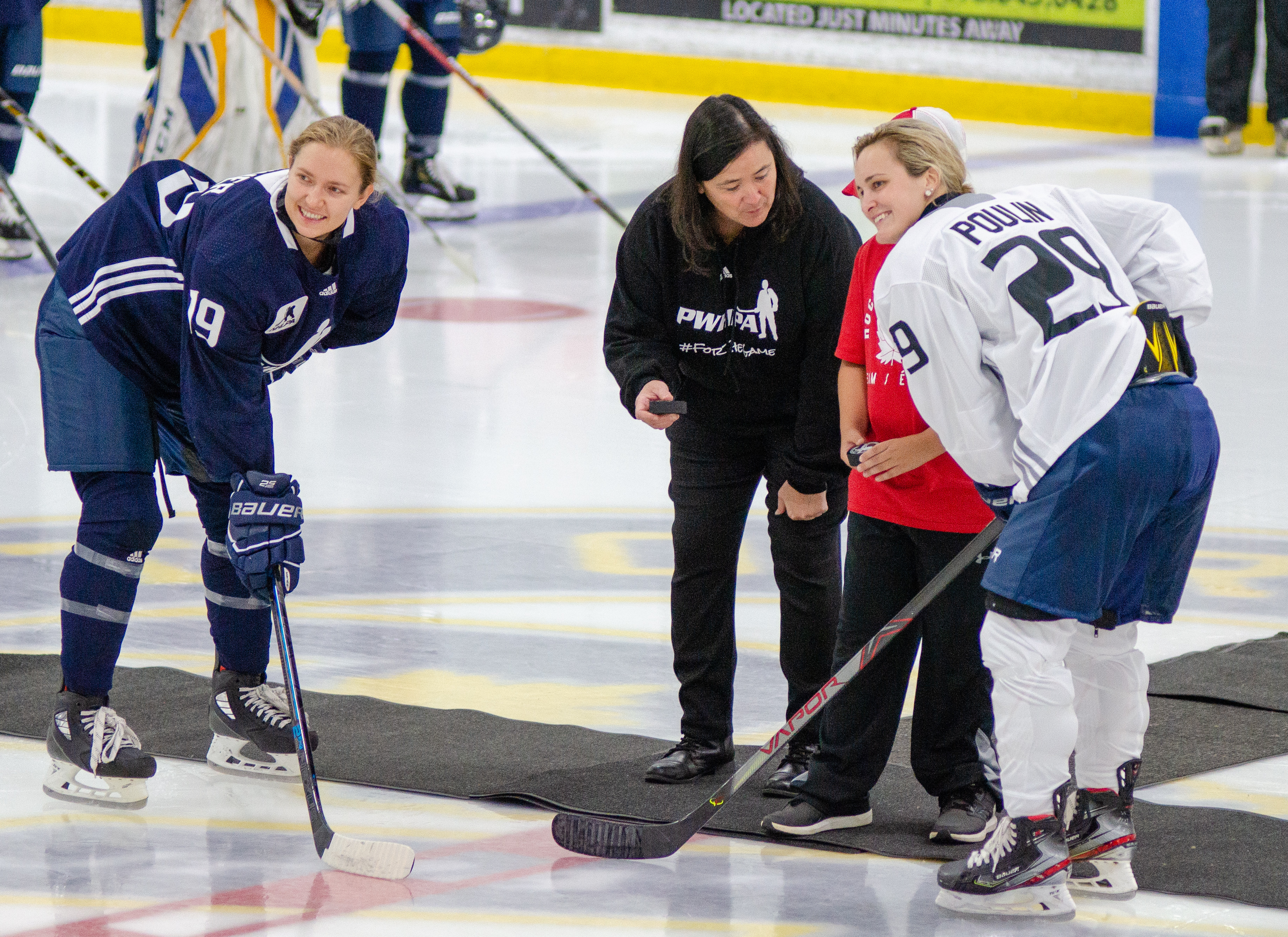
Jenner (links) mit Vicky Sunohara und Marie-Philip Poulin (2019)

Auf internationaler Ebene war Jenner Teilnehmerin an der U18-Frauen-Weltmeisterschaft 2008, wo sie mit der Mannschaft Silber gewann, und der U18-Frauen-Weltmeisterschaft 2009. Dort gewann sie ebenfalls Silber. In die kanadische Frauennationalmannschaft wurde die Stürmerin erstmals im Jahr 2010 berufen. Bei der Weltmeisterschaft 2012 gewann sie die Goldmedaille, bei den Weltmeisterschaften 2015, 2016 und 2017 jeweils Silber. Im Rahmen der Olympischen Winterspiele 2014 in Sotschi feierte die Angreiferin den Gewinn der Goldmedaille.
In Vorbereitung der Olympischen Spiele 2018 wurde das Team Canada erneut zusammengezogen und in der AMHL auf das Turnier vorbereitet. Beim olympischen Eishockeyturnier in Pyeongchang erreichte sie mit dem kanadischen Nationalteam den Silberrang. Ein Jahr später, bei der Weltmeisterschaft 2019, gewann sie mit dem Nationalteam die Bronzemedaille. Nachdem die Weltmeisterschaften 2020 aufgrund der Coronapandemie ausgefallen waren, wurde Jenner bei der Weltmeisterschaft 2021 zum zweiten Mal in ihrer Karriere Weltmeisterin und ein Jahr später, bei den Olympischen Spielen 2022 in Peking, zum zweiten Mal Olympiasiegerin. Am Ende des Turniers in Peking wurde sie als wertvollste Spielerin ausgezeichnet und in das All-Star-Team berufen. Im August des gleichen Jahres, bei der Weltmeisterschaft 2022, gewann Jenner eine weitere Goldmedaille.

## Erfolge und Auszeichnungen
- 2016 Teilnahme am CWHL All-Star Game
- 2016 Clarkson-Cup-Gewinn mit den Calgary Inferno
- 2019 Clarkson-Cup-Gewinn mit den Calgary Inferno
- 2024 Second All-Star-Team der PWHL

### International
| - 2008 Silbermedaille bei der U18-Frauen-Weltmeisterschaft - 2009 Silbermedaille bei der U18-Frauen-Weltmeisterschaft - 2012 Goldmedaille bei der Weltmeisterschaft - 2013 Silbermedaille bei der Weltmeisterschaft - 2014 Goldmedaille bei den Olympischen Winterspielen - 2015 Silbermedaille bei der Weltmeisterschaft - 2016 Silbermedaille bei der Weltmeisterschaft - 2017 Silbermedaille bei der Weltmeisterschaft | - 2018 Silbermedaille bei den Olympischen Winterspielen - 2019 Bronzemedaille bei der Weltmeisterschaft - 2021 Goldmedaille bei der Weltmeisterschaft - 2022 Goldmedaille bei den Olympischen Winterspielen - 2022 Most Valuable Player und All-Star Team der Olympischen Winterspiele - 2022 Goldmedaille bei der Weltmeisterschaft - 2025 Silbermedaille bei der Weltmeisterschaft |

## Karrierestatistik

### International
Vertrat Kanada bei:
| - U18-Frauen-Weltmeisterschaft 2008 - U18-Frauen-Weltmeisterschaft 2009 - Weltmeisterschaft 2012 - Weltmeisterschaft 2013 - Olympischen Winterspielen 2014 - Weltmeisterschaft 2015 - Weltmeisterschaft 2016 | - Weltmeisterschaft 2017 - Olympischen Winterspielen 2018 - Weltmeisterschaft 2019 - Weltmeisterschaft 2021 - Olympischen Winterspielen 2022 - Weltmeisterschaft 2022 - Weltmeisterschaft 2023 |

(Legende zur Spielerstatistik: Sp oder GP = absolvierte Spiele; T oder G = erzielte Tore; V oder A = erzielte Assists; Pkt oder Pts = erzielte Scorerpunkte; SM oder PIM = erhaltene Strafminuten; +/− = Plus/Minus-Bilanz; PP = erzielte Überzahltore; SH = erzielte Unterzahltore; GW = erzielte Siegtore; 1 Play-downs/Relegation; Kursiv: Statistik nicht vollständig)